# Philosophiae Naturalis Principia Mathematica

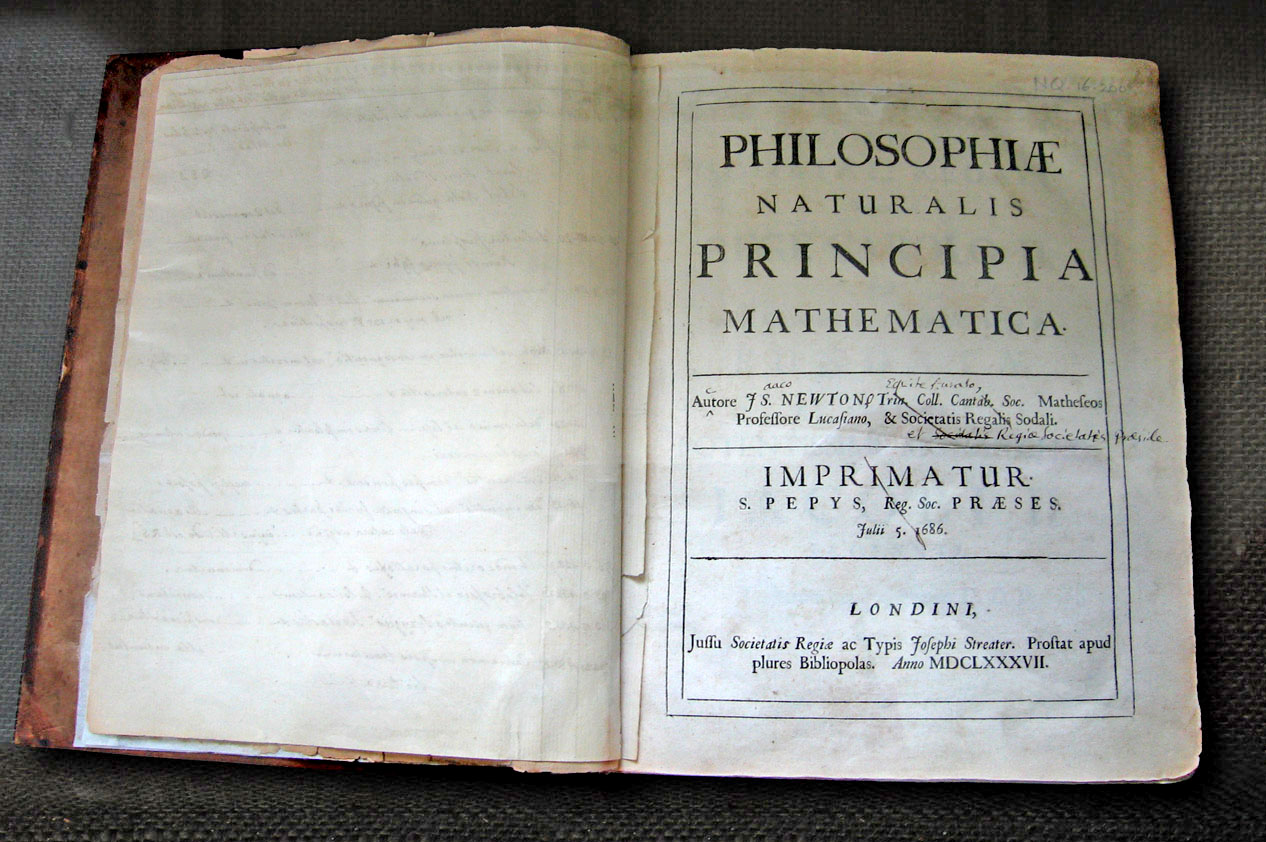
Vydání z roku 1686 s Newtonovými vlastnoručními vpisky a korekturami

Philosophiæ Naturalis Principia Mathematica, česky Matematické principy přírodní filozofie, často pouze Principia, je nejslavnější spis fyzika Isaaca Newtona, jeden z pilířů moderní vědy. Má tři díly (De motu corporum, De motu corporum II, De mundi systemate). První kniha je takřka nezměněným Newtonovým starším traktátem De motu corporum z roku 1684. Newton v knize popisuje zákon všeobecné gravitace a své pohybové zákony, které položily základy klasické mechaniky. Tyto pasáže silně ovlivnily fyziku a fyziku moderní do značné míry ustavily. Matematiku zase ovlivnily revoluční pasáže o diferenciálním a integrálním počtu, astronomii kapitoly o Keplerových zákonech a o vlivu gravitace na pohyb Měsíce, příliv, dráhu komet atp.
Na vydání spisu měl velký podíl Edmund Halley. Ten roku 1684 vedl debatu o pohybu planet s Christopherem Wrenem a Robertem Hookem. Protože nemohli najít shodu, navštívil Halley v srpnu 1684 Newtona, jestli by se tématu nechtěl věnovat. Ten mu odpověděl, že o tom již napsal text, ale bude ho muset najít. Na konci roku se dočkal Halley spisu, který poté Halley vydal pod názvem De motu corporum. Halley byl nadšen a motivoval Newtona k dalšímu bádání. Ten se skutečně vrhl do práce a jak ukazují jeho badatelské záznamy, do dokončení spisu přerušil i své chemické a alchymistické pokusy. Spis byl dodán Královské společnosti v roce 1686, kompletně byl vydán v roce 1687, vydání financoval sám Halley. Druhé vydání vyšlo v roce 1713, třetí v roce 1726. Ke druhému vydání Newton přiložil esej General Scholium, v němž formuloval známou větu Hypotheses non fingo („Nikdy nepředkládám hypotézy“).